# Saint-Vivien (Dordogne)
Saint-Vivien – miejscowość i gmina we Francji, w regionie Nowa Akwitania, w departamencie Dordogne.
Według danych na rok 1990 gminę zamieszkiwały 242 osoby, a gęstość zaludnienia wynosiła 28 osób/km² (wśród 2290 gmin Akwitanii Saint-Vivien plasuje się na 936. miejscu pod względem liczby ludności, natomiast pod względem powierzchni na miejscu 1161.).